# Желязково (Поморське воєводство)
Желязково (пол. Żelazkowo, нім. Karolinenthal) — село в Польщі, у гміні Нова Весь-Лемборська Лемборського повіту Поморського воєводства.
Населення — 155 осіб (2011).
У 1975-1998 роках село належало до Слупського воєводства.

## Демографія
Демографічна структура станом на 31 березня 2011 року:
|          | Загалом | Допрацездатний вік | Працездатний вік | Постпрацездатний вік |
| -------- | ------- | ------------------ | ---------------- | -------------------- |
| Чоловіки | 82      | 23                 | 53               | 6                    |
| Жінки    | 73      | 23                 | 40               | 10                   |
| Разом    | 155     | 46                 | 93               | 16                   |